# Cevat Açıkalın

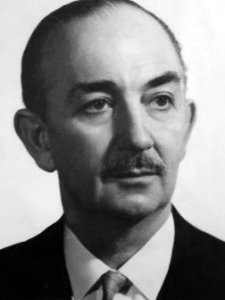
Cevat Açıkalın

Cevat Açıkalın (* 1901 in Istanbul; † 24. Mai 1970) war ein türkischer Diplomat.
Açıkalın besuchte das Galatasaray-Gymnasium, studierte Rechtswissenschaften in Genf und trat dann in den diplomatischen Dienst der Türkischen Republik ein. Er gehörte zur türkischen Delegation bei den Verhandlungen zum Vertrag von Montreux. In den Jahren 1938 und 1939 war er außerordentlicher Delegierter für Hatay Von 1943 bis 1945 und von 1952 bis 1954 war er Staatssekretär im türkischen Außenministerium. Weiter war er Botschafter in Italien (1954–1961), Großbritannien (1945–1952) und der Sowjetunion (1942–1943). Von 1961 bis 1968 war Açıkalın Mitglied im Senat der Republik Türkei.
Mit vollem Namen hieß er Muhittin Mehmet Cevat Açıkalın. Verheiratet war er mit Rukiye Celadet Hanım. Das Ehepaar kam im Jahr 1970 in Sapanca bei einem Autounfall ums Leben.